# ボイラー取扱作業主任者
ボイラー取扱作業主任者（ボイラーとりあつかいさぎょうしゅにんしゃ）は、労働安全衛生法に定める作業主任者の一つであり、一定規模以上のボイラーを設置し取り扱う事業場において選任することが義務づけられている。選任されるには、特級・一級・二級の各ボイラー技士免許を所持しているか、またはボイラー取扱技能講習を修了していることが必要とされ、その基準は伝熱面積等を基に定められている。

## 概要
- ボイラー取扱作業主任者は次の基準により選任することとなっている（なお、この区分は作業者を統括する作業主任者を選任する場合の基準であって、単なる作業者となるためには特級や一級は必ずしも必要でなく、二級ボイラー技士免許ですべてのボイラーを取り扱うことが認められている）。
  - 伝熱面積の合計が500m2以上の場合（貫流ボイラーのみを取扱う場合を除く）：特級ボイラー技士免許を受けた者
  - 伝熱面積の合計が25m2以上500m2未満の場合（貫流ボイラーのみを取扱う場合において、その伝熱面積の合計が500m2以上の場合を含む）：特級ボイラー技士免許又は一級ボイラー技士免許を受けた者
  - 伝熱面積の合計が小規模ボイラー以上25m2未満の場合：特級ボイラー技士免許、一級ボイラー技士免許又は二級ボイラー技士免許を受けた者
  - 次のボイラー（小規模ボイラー）のみの場合：特級ボイラー技士免許、一級ボイラー技士免許若しくは二級ボイラー技士免許を受けた者、又はボイラー取扱技能講習を修了した者）
    - 胴の内径が750mm以下で、かつ、その長さが1300mm以下の蒸気ボイラー
    - 伝熱面積が3m2以下の蒸気ボイラー
    - 伝熱面積が14m2以下の温水ボイラー
    - 伝熱面積が30m2以下の貫流ボイラー（気水分離器を有するものにあっては、当該気水分離器の内径が400mm以下で、かつその内容積が0．4d以下のものに限る）

  - 小規模ボイラーよりもさらに小さい区分として小型ボイラーと簡易ボイラーがあり、こちらはボイラー取扱作業主任者を選任する必要はない（ただし、小型ボイラーの場合は取扱いには特別教育を要する）。

| 資格                     | ボイラーの区分                   | ボイラーの区分                   | ボイラーの区分                   | ボイラーの区分                   | ボイラーの区分                   | ボイラーの区分                   | ボイラーの区分 | ボイラーの区分 | ボイラーの区分 | ボイラーの区分 |
| 資格                     | 伝熱面積（右記設備を超えるもの） | 伝熱面積（右記設備を超えるもの） | 伝熱面積（右記設備を超えるもの） | 伝熱面積（右記設備を超えるもの） | 伝熱面積（右記設備を超えるもの） | 伝熱面積（右記設備を超えるもの） | 小規模         | 小規模         | 小型           | 簡易           |
| ------------------------ | -------------------------------- | -------------------------------- | -------------------------------- | -------------------------------- | -------------------------------- | -------------------------------- | -------------- | -------------- | -------------- | -------------- |
| 資格                     | 500m²以上                        | 500m²以上                        | 25m²以上 500m²未満               | 25m²以上 500m²未満               | 25m²未満                         | 25m²未満                         | 小規模         | 小規模         | 小型           | 簡易           |
| 資格                     | 作業 主任者                      | 取扱                             | 作業 主任者                      | 取扱                             | 作業 主任者                      | 取扱                             | 作業 主任者    | 取扱           | 取扱           | 取扱           |
| 特級ボイラー技士         | ○                                | ○                                | ○                                | ○                                | ○                                | ○                                | ○              | ○              | ○              | 資格不要       |
| 一級ボイラー技士         | ×                                | ○                                | ○                                | ○                                | ○                                | ○                                | ○              | ○              | ○              | 資格不要       |
| 二級ボイラー技士         | ×                                | ○                                | ×                                | ○                                | ○                                | ○                                | ○              | ○              | ○              | 資格不要       |
| ボイラー取扱技能講習修了 | ×                                | ×                                | ×                                | ×                                | ×                                | ×                                | ○              | ○              | ○              | 資格不要       |
| ボイラー取扱特別教育修了 | ×                                | ×                                | ×                                | ×                                | ×                                | ×                                | ×              | ×              | ○              | 資格不要       |

### 伝熱面積換算の特例
- 貫流ボイラーは、その伝熱面積に10分の1を乗じて得た値として換算する。
- 廃熱ボイラーは、その伝熱面積に2分の1を乗じて得た値として換算する。
- 上記の小規模ボイラーは設置台数の多寡にかかわらず伝熱面積には算入しない。
- 同一事業場に自動安全停止装置が装備されているなどの一定基準を満たしたボイラーを複数台設置している場合は、一番規模の大きいもの1台以外は換算しなくともよい。ただし、この特例は基準クリアーのものに限られており、基準を満たさない小さいボイラーが併設されている場合にそのボイラーまで換算免除となるわけではない。

## 免許の取得
労働安全衛生法に基づき公益財団法人安全衛生技術試験協会が実施する各級のボイラー技士免許の学科試験に合格する必要がある。特級・一級の場合はさらに実務経験の証明が必要となる。

## 技能講習の受講資格
- 特に制限はない。一般社団法人日本ボイラ協会や公益財団法人ボイラー・クレーン安全協会の各支部が定期的に実施している。
- 小規模ボイラーの作業主任者となるための技能講習は2日間（14時間）のカリキュラムで「ボイラー取扱技能講習」という。これとは別に3日間（20時間）の「ボイラー実技講習」という似た名称の講習があるが、これは二級ボイラー技士免許試験の合格者が免許の交付を受ける資格を得るためのものであって小規模ボイラーの作業主任者となる資格は得られないので注意を要する。